# سیارک ۸۷۲۳
سیارک ۸۷۲۳ (به انگلیسی: 8723 Azumayama، نامگذاری:1996SL7) هشت هزار و هفتصد و بیست و سومین سیارک کشف شده‌است که در ۲۳ سپتامبر ۱۹۹۶ کشف شد.
قدر مطلق سیارک برابر ۱۴٫۸۰ است.